# Tetsuya Totsuka
Tetsuya Totsuka, född 24 april 1961 i Tokyo prefektur, Japan, är en japansk tidigare fotbollsspelare.